# Brühl (Solingen)
Brühl ist ein aus einer Hofschaft hervorgegangener Wohnplatz in der bergischen Großstadt Solingen. Nach dem Ort ist seit dem Jahre 1875 die Brühler Straße benannt, die die Solinger Innenstadt mit dem Ortsteil Widdert verbindet. Außerdem war Brühl Namensgeber für die 1884 gegründete Brühler Ersatzkasse.

## Lage und Beschreibung
Der heute in der geschlossenen Bebauung aufgegangene Ort Brühl befindet sich im Solinger Stadtbezirk Burg/Höhscheid. Er liegt östlich der Spar- und Bauvereinssiedlung Weegerhof im Talgrund des Weinsberger Baches im Süden der Solinger Innenstadt. Die nach dem Ort benannte Brühler Straße, die als Landesstraße 427 klassifiziert ist, macht an der Stelle des Wohnplatzes Brühl eine Biegung, ehe sie die beiden Berge in Richtung Innenstadt bzw. Eichenstraße emporführt. Östlich von Brühl befindet sich die Siedlung Böckerhof, die der Solinger Spar- und Bauverein Anfang der 1930er Jahre errichten ließ. In einer kleinen Grünanlage am Brühl befindet sich zudem noch ein aus dem Zweiten Weltkrieg stammender Hochbunker, der heute leer steht.
Benachbarte Orte sind bzw. waren (von Nord nach West): Grünewald, Wiedenhof, Irlen, Kirberg, Böckerhof, Schlicken, Unnersberg, Königsmühle, Erf, Oben- und Untenweeg.

## Etymologie
Die Ortsbezeichnung wird zumeist als feuchte, mit Buschwerk bestandene Niederung gedeutet. Die einstige Hofschaft entstand am Ufer des Weinsberger Baches. Der Ortsname kommt auch in vielen anderen Gegenden vor.

## Geschichte
Die Geschichte des Ortes kann bis in das 17. Jahrhundert zurückverfolgt werden. Im Jahre 1706 erscheint der Ortsname als im Brühl. In dem Kartenwerk Topographia Ducatus Montani von Erich Philipp Ploennies, Blatt Amt Solingen, aus dem Jahre 1715 ist der Ort nicht verzeichnet. Der Ort wurde teilweise in den Registern der Honschaft Solingen sowie teils in denen der nicht territorial geschlossenen Honschaft Hackhausen geführt. Die Topographische Aufnahme der Rheinlande von 1824 verzeichnet den Ort als im Brühl benannt, die Preußische Uraufnahme von 1844 verzeichnet ihn als Brühl benannt. In der Topographischen Karte des Regierungsbezirks Düsseldorf von 1871 ist der Ort als Brühl verzeichnet.
Nach Gründung der Mairien und späteren Bürgermeistereien Anfang des 19. Jahrhunderts gehörte der Ort zur Bürgermeisterei Dorp, die 1856 das Stadtrecht erhielt, und lag dort in der Flur IX. Weeg. Die Bürgermeisterei beziehungsweise Stadt Dorp wurde nach Beschluss der Dorper Stadtverordneten zum 1. Januar 1889 mit der Stadt Solingen vereinigt. Damit wurde Brühl ein Ortsteil Solingens.
In einem Fachwerkhaus in Unnersberg wurde am 16. November 1884 die Brühler Ersatzkasse gegründet, eine nach der Hofschaft Brühl benannte regionale Ersatzkasse. Die Kasse wurde als Brühler Kranken- und Sterbekasse von insgesamt 150 Heimarbeitern der Solinger Schneidewarenindustrie gegründet. Sie ging schließlich im Jahre 2004 in der Gmünder Ersatzkasse (GEK) auf.
Im Zweiten Weltkrieg entstand ab 1941 am Brühl ein Hochbunker, der später mit Fenstern versehen wurde. Er steht heute leer und befindet sich in einer kleinen Grünanlage am Brühl. Dort befindet sich auch eine nach dem Ort benannte Bushaltestelle der Oberleitungsbuslinie 684. Auch der Ortsname ist bis heute an der Stelle der einstigen Hofschaft im Solinger Stadtplan verzeichnet, der Ort ging jedoch in der geschlossenen Bebauung auf.